# الکس هیگینز
الکس هیگینز (انگلیسی: Alex Higgins; ۱۸ مارس ۱۹۴۹ – ۲۴ ژوئیهٔ ۲۰۱۰) اسنوکرباز اهل ایرلند شمالی بود که از اسطوره‌های این رشته به‌شمار می‌رود. او به‌خاطر شیوه بازی سریعش به تندباد ملقب شده بود.
الکس هیگینز دو دوره در سال‌های ۱۹۷۲ و ۱۹۸۲ قهرمان و دو دوره در سال‌های ۱۹۷۶ و ۱۹۸۰ نایب‌قهرمان مسابقات جهانی شد. او به دلیل محبوبیت زیاد «قهرمان مردم» خوانده می‌شد.